# Lepisorus linearifolius
Lepisorus linearifolius là một loài thực vật có mạch trong họ Polypodiaceae. Loài này được Ching & Z.Y. Liu miêu tả khoa học đầu tiên năm 1983.